# 川口久雄
川口 久雄（かわぐち ひさお、1910年12月14日 - 1993年5月4日）は、日本の国文学者、比較文学者。文学博士。専門は平安朝漢文学、日中比較文学。

## 略歴
1937年、東京文理科大学国文科卒。陸軍予科士官学校教授、金沢高等師範教授を経て、金沢大学法文学部教授を務めた。1969年、任期満了の助手を一方的に履免しようとしたことで、金沢大学法文学部に大学紛争のきっかけを作った。当時、金沢大学法文学部文学科に在籍していた木越治によれば、履免理由は助手が「学生に好意的すぎるという理由」だったという。木越は、川口を「学者としてはとても優秀な人。ただし、私は当時から今に至るまで大嫌いです」と評している。
平安朝漢文学を専攻としたが、漢文学そのものからヨーロッパにまで関心が広がり、やがてロシア、イギリスなどにおける日本文学の受容にまで関心が及び、比較文学の領域に踏み込んだ。『西域の虎』は、和漢比較文学の名著として知られる。また没後、敦煌に関する著作が数多く刊行された。また新発見の『古本説話集』もいち早く紹介した。知識は博大で、西洋文芸にも通じていた。1961年中日文化賞受賞。

## 著書
- 『平安朝日本漢文学史の研究（上下）』明治書院、1959-1961
- 『大江匡房』吉川弘文館〈人物叢書〉、1968、新装版1989
- 『西域の虎 平安朝比較文学論集』吉川弘文館、1974
- 『花の宴 日本比較文学論集』吉川弘文館、1980
- 『絵解きの世界 敦煌からの影』明治書院、1981
- 『平安朝の漢文学』吉川弘文館、1981
- 『漱石世界と草枕絵』岩波書店、1987
- 『日本列島の原風景1．山岳まんだらの世界』名著出版、1987
- 『日本列島の原風景2．風土と美意識の系譜』名著出版、1989
- 『源氏物語への道 物語文学の世界』吉川弘文館、1991
- 『平安朝漢文学の開花 詩人空海と道真』吉川弘文館、1991
- 『敦煌よりの風1．敦煌と日本文学』明治書院、1999
- 『同2．敦煌と日本の説話』明治書院、1999
- 『同3・4．敦煌の仏教物語（上下）』明治書院、1999
- 『同5．敦煌の風雅と洞窟』明治書院、2000
- 『同6．敦煌に行き交う人々』明治書院、2001

## 編著
- 『古典の変容と新生』明治書院、1984
- 『長恨歌絵巻』大修館書店、1982

## 校注等
- 『古本説話集』岩波文庫、1955
- 『日本古典文学大系 73 和漢朗詠集 梁塵秘抄』岩波書店、1965。後者は志田延義担当
- 『日本古典文学大系 72 菅家文草・菅家後集』岩波書店、1966
- 若林力共編『菅家文草・菅家後集詩句総索引』明治書院、1978
- 藤原公任『和漢朗詠集 全訳注』講談社学術文庫、1982
- 藤原明衡『新猿楽記』平凡社東洋文庫、1983、ワイド版2008
- 奈良正一共著『江談証注』勉誠堂、1984
- 『幕末・明治海外体験詩集 海舟・敬宇より鴎外・漱石にいたる』大東文化大学東洋研究所、1984
- 本朝麗藻を読む会『本朝麗藻簡注』勉誠社、1993